# Non lasciamoci più
Non lasciamoci più è una serie televisiva italiana trasmessa su Rai 1. È formata da due stagioni: la prima andata in onda nel 1999 e la seconda nel 2001. Gli interpreti principali sono Fabrizio Frizzi e Debora Caprioglio.

## Trama

### Prima stagione
Paolo Bonelli è un avvocato matrimonialista orgogliosamente scapolo; molto generosamente nel corso della sua delicata professione preferisce spesso aiutare i sentimenti dei propri clienti piuttosto che far soldi con le loro sventure. La sua esistenza scorre tranquilla finché non entra nella sua vita l'investigatrice privata Laura Bini, con la quale scoppierà ben presto l'amore.

### Seconda stagione
Paolo è ormai stabilmente convivente con l'investigatrice Laura e, ormai, collaborano regolarmente anche nella professione, finendo spesso con l'aiutare i clienti a risolvere i propri problemi. Quando Laura scopre di essere incinta si pone il problema di una nuova casa.

## Episodi
| Stagione         | Episodi | Prima TV |
| ---------------- | ------- | -------- |
| Prima stagione   | 6       | 1999     |
| Seconda stagione | 8       | 2001     |